# ريتا باربيرا
ريتا باربيرا (16 يوليو 1948 - 23 نوفمبر 2016) سياسية إسبانية وعمدة فالنسيا إسبانيا من عام 1991 حتى عام 2015.

## السيرة الذاتية
ولدت في فالنسيا لعائلة صناعية وسياسية بارزة، وكانت عضوًا في المجلس الوطني لحزب الشعب الإسباني وكانت ممثلة في البرلمان الإقليمي في فالنسيا (كورتس فالنسيان). رفضت عرضًا لتصبح نائبة وطنية في الانتخابات العامة الإسبانية لعام 2008، لكن حزبها جعلها عضوًا في مجلس الشيوخ بعد أن خسرت الانتخابات البلدية لعام 2015. على هذا النحو أصبحت مسؤولة فقط أمام المحكمة العليا، وبالتالي لم يتمكن القاضي العادي المسؤول عن قضية فساد تولا من توجيه الاتهام إليها مثل بقية أعضاء فريقها.